# Duncan Watmore
Duncan Ian Watmore (* 8. März 1994 in Manchester) ist ein englischer Fußballspieler. Er wird als Flügelstürmer eingesetzt, ist 1,75 m groß und seit 2020 beim englischen Zweitligisten FC Middlesbrough unter Vertrag.

## Sportlicher Werdegang

### FC Altrincham und AFC Sunderland
Der zeitweise in der Jugend seines Heimatvereins Manchester United spielende Duncan Watmore wechselte im Alter von sechzehn Jahren in die Jugend des unterklassigen Vereins FC Altrincham aus Greater Manchester. Er debütierte am 27. November 2011 für die erste Mannschaft seines Vereins bei einer 1:2-Niederlage beim FC United of Manchester in einem Spiel der FA Trophy. In der Saison 2012/13 erzielte er vierzehn Tore für Altrincham in der National League North, der sechsthöchsten englischen Spielklasse.
Am 24. Mai 2013 verpflichtete ihn der Erstligist AFC Sunderland mit einer Vertragslaufzeit von zwei Jahren. Der zunächst in der zweiten Mannschaft des Vereins eingesetzte 19-Jährige wurde am 31. Januar 2014 für den Rest der Saison an den schottischen Erstligisten Hibernian Edinburgh ausgeliehen. Für die Hibs bestritt er neun Partien in der Scottish Premiership 2013/14 und erzielte dabei einen Treffer. Nach einer weiteren Spielzeit in der zweiten Mannschaft seines Vereines schaffte Watmore (23 Ligaspiele / 3 Tore) in der Premier League 2015/16 den Durchbruch in der ersten Mannschaft des AFC Sunderland. Im November 2015 wurde daher folgerichtig sein Vertrag um vier Jahre verlängert.
Anfang Dezember 2016 zog sich der Angreifer im Ligaspiel gegen Leicester City einen Kreuzbandriss zu und musste in der Folge monatelang pausieren. Sein Verein stieg zudem am Saisonende als Tabellenletzter der Premier League 2016/17 in die zweite Liga ab. Nach fast zehn Monaten Pause bestritt er Ende September 2017 wieder ein Pflichtspiel für seinen Verein und wurde in den kommenden Wochen in fünf weiteren Ligaspielen eingesetzt, ehe er sich Mitte November 2017 erneut einen Kreuzbandriss im linken Knie zuzog. Diesmal sollte seine Rekonvaleszenz über ein Jahr andauern und er bestritt erst im Dezember 2018 wieder ein Pflichtspiel für den zwischenzeitlich in die dritte Liga abgestürzten AFC Sunderland. Nach eineinhalb Jahren in der dritten Liga wurde sein auslaufender Vertrag im Sommer 2020 nicht verlängert.

### FC Middlesbrough
Nachdem er zunächst ohne neuen Verein geblieben war, unterschrieb Duncan Watmore am 17. November 2020 einen bis Januar 2021 gültigen Vertrag beim Zweitligisten FC Middlesbrough. Mit fünf Treffern in acht Spielen der EFL Championship 2020/21 konnte er die Erwartungen deutlich übertreffen und erstmals an seine Form vor den zwei schweren Knieverletzungen anknüpfen. Der im Januar auslaufende Vertrag wurde daher um zweieinhalb Jahre verlängert. Für seine starken Leistungen im Dezember 2020 wurde er zum besten Spieler der zweiten Liga in diesem Monat gewählt. Für den Tabellenzehnten der EFL Championship bestritt er bis zum Saisonende insgesamt 29 Ligaspiele und erzielte dabei 9 Tore.